# Jリーグナイト プレビューショー
『Jリーグナイト07 プレビューショー』 (J LEAGUE NIGHT '07 Preview Show) は、2001年から2007年までスカイパーフェクTV!が放送していたJリーグ情報番組である。2001年に『Jリーグナイト!』と題して放送開始し、番組終了間際の2007年にタイトルを変更した。
初回放送は原則として毎週金曜日（水曜日に試合がある場合は火曜日にも放送）20時から、パーフェクトチョイス（スカパー! Ch.181）、スカチャン!HD800（スカパー!e2 Ch.800）で放送されていた。

## コーナー
- J1の見所
- J2の見所
- the 31 angles（各クラブのホームタウンを紹介するコーナー）
- トピックスJ
- 今日のブログ

## 出演者

### 番組終了時の出演者
- 司会：遠藤雅大
- アシスタント：大竹七未
- ナレーター：中村義昭

### 途中降板した出演者
- 中西哲生
- ヨーコ・ゼッターランド
- 野々村芳和 - 2007年8月3日放送分で、試合速報番組『Jリーグアフターゲームショー』へ移動。

## 関連番組
- Jリーグアフターゲームショー